# El amor no tiene receta
El amor no tiene receta é uma telenovela mexicana produzida por Juan Osorio para TelevisaUnivision e exibida pelo Las Estrellas de 19 de fevereiro a 28 de junho de 2024, substituindo Golpe de suerte e sendo substituída por Fugitivas, en busca de la libertad. A novela é uma história original criada por Pablo Ferrer García-Travesí e Santiago Pineda Aliseda. . 
É protagonizada por Claudia Martín, Daniel Elbittar, Nicola Porcella e Coco Máxima e antagonizada por Altair Jarabo, Azela Robinson, Tiago Correa, Hugo Catalán, Liz Gallardo e Mauricio Pimentel e atuações estelares de Jesús Moré, Luz Ramos, Raúl Coronado  e Isabella Tena e participações dos primeiros atores Beatriz Moreno e Juan Carlos Barreto.

## Enredo
Paz Robles é uma mulher gentil e trabalhadora cujo marido, Fermín, lhe tira a filha recém-nascida. Fermín tem uma dívida com agiotas e para pagá-la decide vender a filha a Mauro Nicoliti. Este plano é orquestrado por Ginebra, irmã adotiva de Mauro. Ginebra perdeu a filha no parto e faz de tudo para substituí-la e manter a fortuna do marido. Já Esteban Villa de Cortés perde a esposa e fica viúvo com os três filhos. Elvira Moncada, sogra de Esteban, responsabiliza-o pela morte da filha, o que provoca desentendimentos.
Seis anos depois, Paz mantém uma busca constante na esperança de encontrar a filha. A família dela administra um restaurante chamado Corazón Contento. Samara, suposta filha de Ginebra, é amada por seu pai Elías, mas maltratada por Ginebra. Ginebra parte em uma viagem com a família para se livrar de Elías e Sam. Sam é dado como morto, enquanto Ginebra segue um novo plano: fazer Esteban se apaixonar por ela e, no processo, exercer uma vingança pessoal contra Elvira, a quem ela culpa por todas as suas tragédias.
Esteban e Paz se conhecem no bairro onde ela mora com a família e aos poucos vão reconhecendo que sofreram. Por negligência e vingança, o restaurante de Paz está fechado, mas Esteban oferece a ela a oportunidade de ajudá-lo como cozinheiro em sua casa. O destino consegue colocar Sam na vida de Paz, e nasce entre elas uma ligação mãe-filha. O romance entre Esteban e Paz é complicado por uma série de desafios, incluindo as suas famílias, as suas próprias emoções e a oposição de Ginebra e Elvira.

## Elenco
- Claudia Martín - Paz Roble Ruiz de Villa de Cortés / de Juárez
- Daniel Elbittar - Esteban Villa de Cortés Araujo
- Altaír Jarabo - Ginebra Nicoliti Caruso de Barral / Ginebra Nicoliti Caruso de Villa de Cortés / Lucía Manzur Moncada
- Azela Robinson - Elvira Moncada vda. de Manzur
- Beatriz Moreno - Guadalupe "Lupita" Ruiz vda. de Roble
- Jesús Moré - Humberto Villa de Cortés Bosque
- Juan Carlos Barreto - Porfirio Villa de Cortés
- Luz Ramos - Mireya Roble Ruiz
- Tiago Correa - Mauro Nicoliti Caruso
- Mía Fabri - María Juárez Roble / María Villa de Cortés Roble / Samara "Sam" Barral Nicoliti / Luna
- Nicola Porcella - Kenzo Figueroa
- Hugo Catalán - Fermín Juárez Doblado
- Raúl Coronado - Fobo Arredondo Narváez
- Coco Máxima - Nandy Roble Ruiz / Nandy Galdeano / Fernando Galdeano
- Liz Gallardo - Filipa Guerra Alvarado
- Isabella Tena - Gala Villa de Cortés Manzur
- Emilio Caballero - Salomón "Salo" Roble Ruiz
- Jaime Maqueo - Bosco Villa de Cortés Manzur
- Santiago Emiliano - Pedro Pablo "Pepa" Roble Ruiz
- Ignacio Ortiz - El Comandante Castro
- Sofía Mónica Olea - Mónica Manzano
- Mauricio Pimentel - Rubio
- Fernanda Valenzuela - Karla León
- Regina Villaverde - Gema León
- Andrés Vázquez - Jerónimo "Jero" Figueroa Guerra
- Sebastián Guevara - Eder Villa de Cortés Manzur
- Mariano Soria - Monito Villa de Cortés Roble
- Héctor Salas - Sandro Figueroa Guerra
- Absel Ramsés - Gorila
- Antonia Mayer - Giovanna Belmont
- Arena Ibarra
- Sabrina Seara - Berenice Manzur Moncada de Villa de Cortés
- Harry Geithner - Elías Barral
- Nino Torres - Tortuga
- Moisés Zurman - Abdul
- Zeus Franco - Mendoza
- Paula Peña - Ginebra Nicoliti Caruso (garotinha)
- Ari Placera - Mauro Nicoliti Caruso (menino)
- Abril Tabayas - Gala Villa de Cortés Manzur (garotinha)
- Nino Nicstar - Salomón "Salo" Roble Ruiz (menino)
- Leo Herrera - Bosco Villa de Cortés Manzur (menino)
- Santino Arevalo - Pedro Pablo "Pepa" Roble Ruiz (menino)
- Alexander Elbittar - Eder Villa de Cortés Manzur (bebê)
- Eugenio Cobo - Timón
- Ruth Mendoza - Emi
- Arturo Vázquez - Hermes
- Daniela Saenz - Reportera Maki
- Mago Rodal - Margarita
- Joca Reyna - Borja
- Flor Yáñez - Sana
- Fernanda Álvarez - Yed
- Fernando Orozco
- Alina Bermúdez
- Ilse Estrada - Tany
- Yuliana Uribe - Adri
- Tabatha Ximena - Max
- Rous Esparza - Maxine
- Cinthya Hernández - Custodia
- Ricardo Lozano - Custodio Barrera
- Emilio Osorio - Ele mesmo
- Richard Méndez - Cuco
- Sergio Lozano - Ignaz Savón
- Alvaro Sagone - Agente Urriaga
- Guillermo García Cantú - Ramsés Torrenegro Mansour

## Produção

### Desenvolvimento
Em agosto de 2023, a novela foi anunciada com o título provisório “Um amor sem receita”. A produção da novela começou a ser filmada em 14 de novembro de 2023.

### Escolha de elenco
Em agosto de 2023, Wendy Guevara e Nicola Porcella foram anunciados como integrantes do elenco. Em 20 de setembro de 2023, Claudia Martín e Daniel Elbittar foram anunciados como protagonistas, com Azela Robinson, Altaír Jarabo e Beatriz Moreno confirmados como integrantes. do elenco. Em 2 de outubro de 2023, Isabella Tena e Andrés Vázquez se juntaram ao elenco. Em 17 de outubro de 2023, Coco Máxima foi escolhida para substituir Wendy Guevara. Guevara não pôde participar da novela devido a outros compromissos.

## Audiência
| Horário               | # Eps. | Estreia                 | Estreia           | Final               | Final           | Posição | Temporada | Classificação geral |
| Horário               | # Eps. | Data                    | Primeiro capítulo | Data                | Último capítulo | Posição | Temporada | Classificação geral |
| --------------------- | ------ | ----------------------- | ----------------- | ------------------- | --------------- | ------- | --------- | ------------------- |
| Segunda – Sexta 20h30 | 95     | 19 de fevereiro de 2024 | 5.9               | 28 de junho de 2024 | 3.18            | #1      | 2024      | 2.87                |